# Felipe Hurepel de Clermont

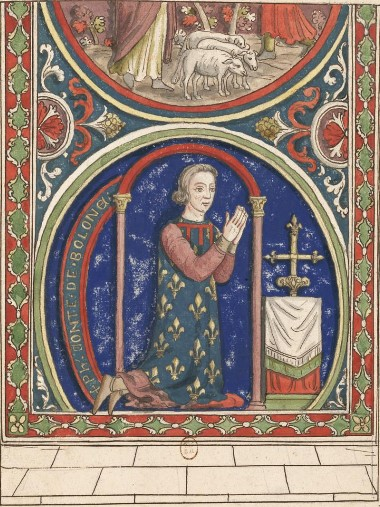
Felipe Hurepel. Biblioteca Nacional de Francia

Escudo de Felipe Hurepel. Fue el primer Capeto que puso en el escudo las flores de lis.

Felipe Hurepel, nació en el 1201 y murió en 1234. Fue conde de Clermont, de Boulogne, de Aumale y de Dammartin.
Era hijo de Felipe Augusto, rey de Francia y de su tercera esposa Inés de Méran.
En 1218 su padre le cedió, como patrimonio, el condado de Clermont. En 1216 se casó con Matilde de Dammartín (1202-1259), condesa de Boulogne y de Dammartin, hija de Renaud de Dammartín y de Ida de Lorena. Tuvieron dos hijos:
- Juana (1219-1252), casada con Gaucher de Châtillon (1250), conde de Nevers;

- Alberico (1222-ap- 1284), conde de Clermont, que dejó en manos de su hermana todas sus posesiones para irse a Inglaterra.

En 1226 acompañó a su medio hermano Luis VIII de Francia a la Cruzada albigense. En 1229 tomó partido por los barones que estaban en desacuerdo con la regencia de Blanca de Castilla e intervino en la rebelión de los mismos. Aunque parece ser que fue perdonado. Murió en Corbie durante un torneo disputado contra el conde Florencio IV de Holanda.
Después de la muerte de su hija, el condado de Clermont volvió a la Corona. Su viuda se volvió a casar con Alfonso III de Portugal, después el condado de Boulogne pasó a sus primos, los condes de Auvernia.